# Phiaris valesiana
Phiaris valesiana is een vlinder uit de familie bladrollers (Tortricidae). De wetenschappelijke naam is voor het eerst geldig gepubliceerd in 1907 door Rebel.
De soort komt voor in Europa.